# Thrumpton
Thrumpton è un villaggio e parrocchia civile dell'Inghilterra, appartenente alla contea del Nottinghamshire.